# Souad Mekhennet

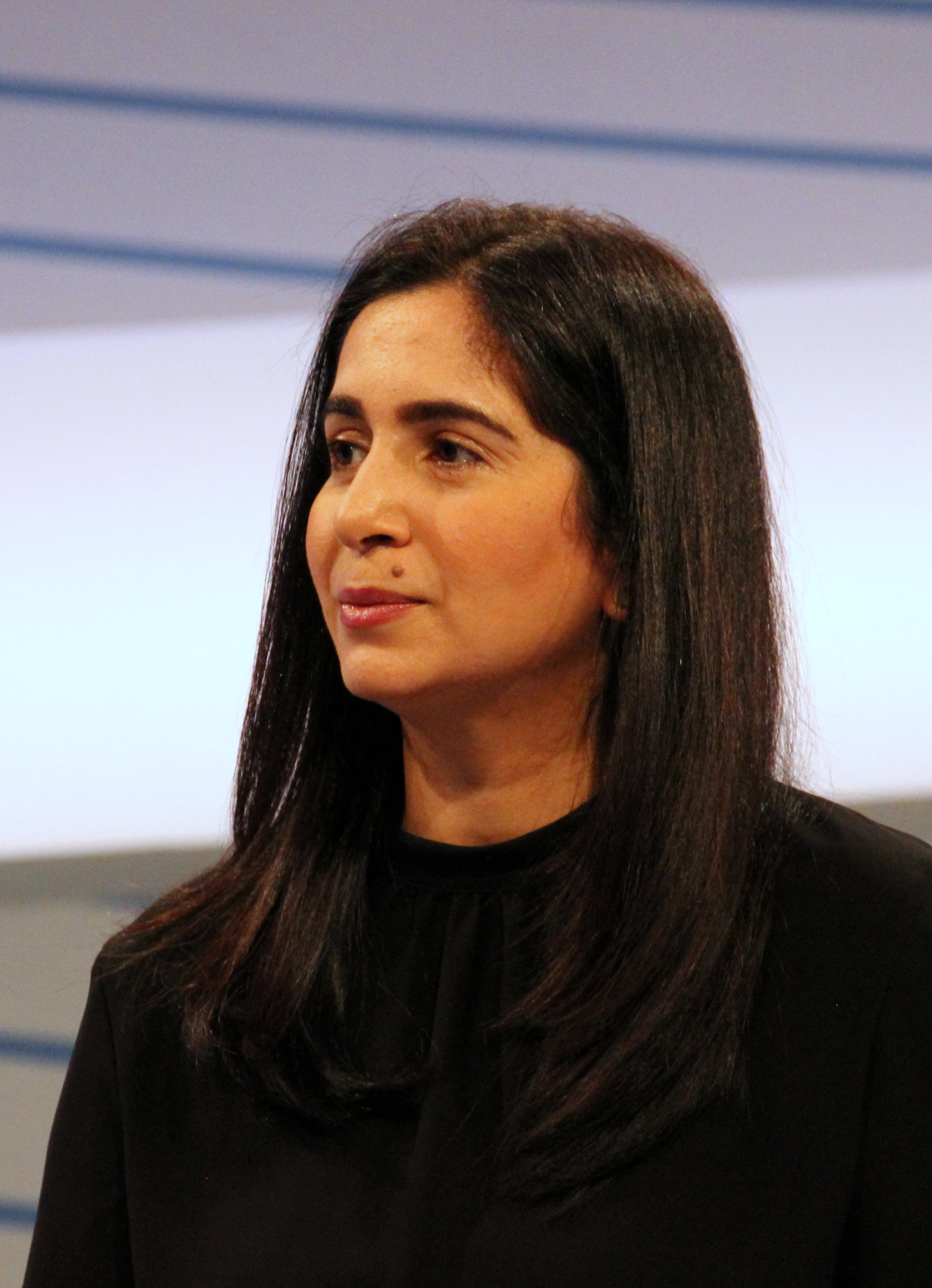
Souad Mekhennet auf der Frankfurter Buchmesse 2017

Souad Mekhennet (* 1978 in Frankfurt am Main) ist eine deutsche Journalistin und Sachbuchautorin. Sie war und ist als Journalistin für The New York Times, die Frankfurter Allgemeine Zeitung und das ZDF tätig, zuvor ebenso für die Frankfurter Rundschau und den Hessischen Rundfunk sowie die Zeitung Die Woche. Auch für das ARD-Studio in Marokko und in Hamburg für die Hamburger Morgenpost, den Stern und Die Zeit hat sie bereits gearbeitet. Seit einiger Zeit ist sie bei The Washington Post angestellt. Nach dem 11. September 2001 berichtete sie über die Konflikte in Europa, Nordafrika und im Nahen Osten.

## Leben
Mekhennet ist die Tochter türkisch-marokkanischer Eltern und wuchs als drittes von vier Kindern im Frankfurter Stadtteil Nordend auf. Drei Jahre ihrer Kindheit hat sie bei ihrer Großmutter in Marokko verbracht.
Sie besuchte die Henri-Nannen-Schule für Journalismus in Hamburg und studierte an der Johann-Wolfgang-Goethe-Universität Frankfurt am Main Politologie.

## Journalismus
Mekhennet war eine der beiden Journalisten, die den ersten Artikel zum Fall Khaled el-Masri veröffentlichten.
Zusammen mit Michael Moss hat sie mit Führern von al-Qaida im Maghreb über Motive der Dschihadisten sprechen können.
Sie ist Koautorin der Bücher Die Kinder des Dschihad und Islam.
Zusammen mit Nicholas Kulish hat sie jahrelang das Leben des KZ-Lagerarztes Aribert Heim recherchiert. Die Recherche ergab, dass der SS-Arzt Aribert Heim nach Kairo geflohen war und dort unter falschem Namen lebte. Mekhennet hat unter Lebensgefahr die Aktentasche Heims aus Ägypten geschmuggelt, um mit den darin enthaltenen Dokumenten zu beweisen, dass Heim unter dem falschen Namen Tarek Hussein Farid bis zu seinem Tod 1992 in der ägyptischen Hauptstadt lebte.
Am 28. August 2024 wurde Mekhennet auf eine 92 Namen umfassende Sanktionsliste der Russischen Föderation gesetzt, denen die Einreise untersagt ist.

## Auszeichnungen

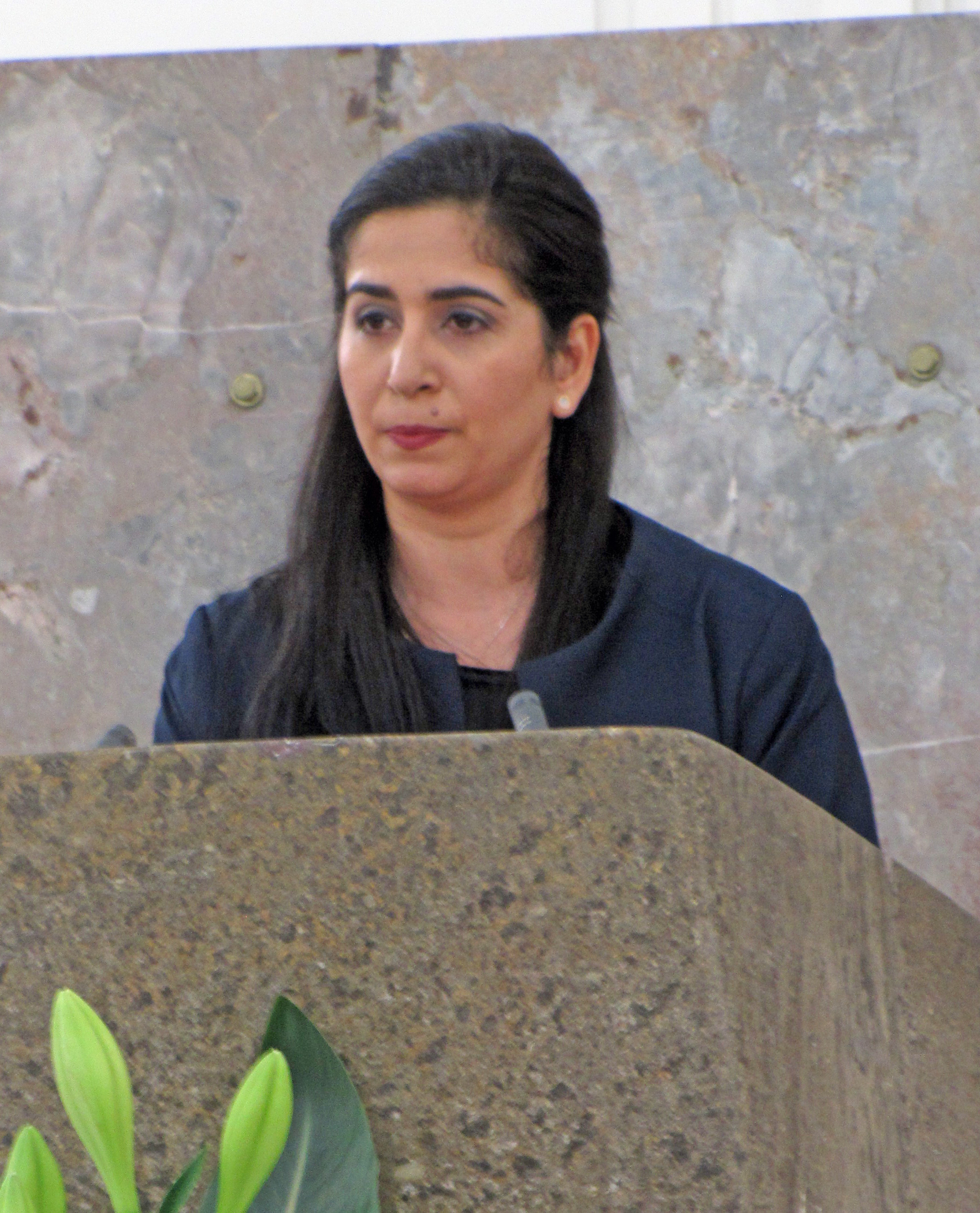
Souad Mekhennet, 2018 bei der Entgegennahme des Ludwig-Börne-Preises in der Frankfurter Paulskirche

- 2012: Deutscher Fernsehpreis für die Dokumentation 9/11, gemeinsam mit Elmar Theveßen
- 2018: Ludwig-Börne-Preis[6]
- 2018: Sonderpreis des Nannen Preises[7]
- 2019: Simon-Wiesenthal-Zentrum, „International Leadership Award“[8]

## Buchveröffentlichungen
- Mit Claudia Sautter und Michael Hanfeld: Die Kinder des Dschihad. Die neue Generation des islamistischen Terrors in Europa. Piper, München 2006, ISBN 3-492-04933-8.
- Mit Michael Hanfeld: Islam. Arena, Würzburg 2008, ISBN 978-3-401-06220-4.
- Mit Nicholas Kulish: The Eternal Nazi. From Mauthausen to Cairo, the Relentless Pursuit of SS Doctor Aribert Heim. Doubleday, New York 2014, ISBN 978-0-385-53243-3 (englisch).
  - deutsche Ausgabe: Dr. Tod. Die lange Jagd nach dem meistgesuchten NS-Verbrecher. Beck, München 2015, ISBN 978-3-406-67261-3.
- I Was Told to Come Alone. My Journey Behind the Lines of Jihad. Holt, New York 2017, ISBN 978-1-62779-897-6.
  - deutsche Ausgabe: Nur wenn du allein kommst. Eine Reporterin hinter den Fronten des Jihad. Beck, München 2017, ISBN 978-3-406-71167-1.